# Let Us Now Praise Famous Death Dwarves
Let Us Now Praise Famous Death Dwarves é uma infame entrevista com Lou Reed, conduzida por Lester Bangs e publicada na Revista Creem em 1975. Hoje ela é lembrada como um documento clássico na história do jornalismo musical.

## Estilo
Com seu jornalismo gonzo, Lester Bangs atenta em desmitologizar o Rock and Roll e suas estrelas, demonstrando o comportamento arrogante das super-estrelas do Rock.

## Conteúdo
Uma longa introdução descreve os sentimentos de Lester Bangs sobre a música de Lou Reed, dizendo que ele admira as suas composições. Porém alguns aspectos anti-sociais de Lou Reed, em alguns de seus álbuns, tais como Berlin e Metal Machine Music, o intriga bastante. A personalidade hostil de Lou Reed também o intriga às vezes.
Após se fortificar com pesquisas e drogas, Lester Bangs se encontra com Lou Reed em um quarto de hotel, onde eles trocam insultos pessoais, e conversam também sobre o cenário musical da época, as fórmulas da anfetamina e também sobre a música de fundo que Lou Reed selecionou para a entrevista, que era de Herbie Hancock.
Em um gesto provocativo, Lester finalmente desafia Lou a tirar os seus óculos de sol:
"...A pele amarelada de Lou, quase tão amarelo-esbranquiçado como o seu cabelo, o seu rosto e toda a sua moldura havia transcendentalmente emagrecido, como se ele tivesse mudado totalmente. Seus olhos eram tão enferrujados, como duas moedas de cobre jazindo sob as areias do deserto e debaixo do sol durante o dia todo, com telegramas sussurrantes em cima de sua cabeça, mas ele parecia forte para mim. Talvez através de mim..."

## Citação
- Herói é uma coisa idiota para caramba para você ter em primeiro lugar e um bloqueio geral para qualquer coisa que você tenha que realizar por conta própria.[1]